# ليونارد وود (سياسي)
ليونارد وود هو سياسي كندي، ولد في 27 يوليو 1865، وتوفي في 13 أبريل 1957.